# 四大大会
四大大会（よんだいたいかい）とは、各スポーツの四つの主要な大会のことである。各スポーツの四大大会に優勝することをグランドスラムという。

## 各スポーツの四大大会
- 男子ゴルフ[1]: 全英オープン (ゴルフ)、全米オープン (ゴルフ)、全米プロゴルフ選手権、マスターズ・トーナメント
- テニス、車いすテニス: 全豪オープン、全仏オープン、ウィンブルドン選手権、全米オープン (テニス)
- WWE: WWE世界ヘビー級王座、WWE・タッグチーム王座、WWE・インターコンチネンタル王座、WWE・ユナイテッドステイツ王座
- 柔道: グランドスラム・パリ、グランドスラム・リオデジャネイロ、グランドスラム・モスクワ、グランドスラム・東京
- シクロクロス: 世界自転車選手権、UCIシクロクロスワールドカップ、スーパープレスティージュ、GvAトロフェー

## その他の四大大会
- ゴルフ (日本)
  - 男子: 日本オープン、日本プロゴルフ選手権大会、ゴルフ日本シリーズ、日本プロゴルフマッチプレー選手権もしくは日本ゴルフツアー選手権
  - 女子: ワールドレディスチャンピオンシップ、日本女子プロゴルフ選手権大会、日本女子オープンゴルフ選手権競技、LPGAツアーチャンピオンシップ